# 八碳化铷
八碳化铷是一种石墨层间化合物，化学式为RbC8，是铷的碳化物之一。它可由金属铷和石墨在三(三甲基膦)(乙烯)合钴(0)催化下于戊烷中反应得到。它可以吸收氨气，其吸收量比较轻原子的KC8少，但比较重原子的CsC8多。
在N3DIPP的存在下，它可以和U(NDIPP)3(THF)3反应，得到Rb2[U(NDIPP)4]（DIPP=2,6-二异丙基苯基）。它和金属铷在高压下反应，可以得到RbC4.3～6.0。